# Didier Vavasseur
Didier Vavasseur (Évreux, Eure, 7 de fevereiro de 1961) é um ex-canoísta francês especialista em provas de velocidade.

## Carreira
Foi vencedor da medalha de bronze em K-4 1000 m em Los Angeles 1984, junto com os seus colegas de equipa Philippe Boccara, Pascal Boucherit e François Barouh.